# Campeonato Provincial de Fútbol de Segunda Categoría de Pastaza 2020
El Campeonato Provincial de Fútbol de Segunda Categoría de Pastaza 2020 fue un torneo de fútbol en Ecuador en el cual compitieron equipos de la Provincia de Pastaza. El torneo fue organizado por la Asociación de Fútbol Profesional de Pastaza (AFP) y avalado por la Federación Ecuatoriana de Fútbol, el torneo debió iniciar en el mes de mayo pero debido a la pandemia de COVID-19 en Ecuador, se atrasó su comienzo pero finalmente se decidió que comenzaría el día 13 de septiembre y finalizó el 11 de octubre de 2020. En el torneo participaron cuatro clubes de fútbol del cual al campeón se le entregó un cupo a los play-offs de la Segunda Categoría 2020 por el ascenso a la Serie B, además el ganador del torneo provincial se clasificó a la primera fase de la Copa Ecuador 2021.

## Sistema de campeonato
El sistema determinado por la Asociación de Fútbol Profesional de Pastaza fue el siguiente:
- Se jugó una etapa con los cuatro equipos establecidos, fue todos contra todos ida y vuelta en un total de 6 fechas, al final el equipo que terminó en primer lugar clasificó a los play-offs de la Segunda Categoría 2020 y a la primera fase de la Copa Ecuador 2021.

## Equipos participantes
| Equipos participantes | Equipos participantes | Equipos participantes       |
| --------------------- | --------------------- | --------------------------- |
|                       |                       |                             |
| Equipo                | Ciudad                | Estadio                     |
| Club SRP Mera         | Mera                  | Estadio Víctor Hugo Georgis |
| La Cantera de Pastaza | Puyo                  | Estadio Víctor Hugo Georgis |
| Danubio Sporting Club | Puyo                  | Estadio Víctor Hugo Georgis |
| Pastaza Sporting Club | Puyo                  | Estadio Víctor Hugo Georgis |

## Equipos por cantón
| Cantón  | N.º | Equipos                                      |
| ------- | --- | -------------------------------------------- |
| Pastaza | 3   | - Danubio S. C. - Pastaza S. C. - La Cantera |
| Mera    | 1   | - SRP Mera                                   |

## Clasificación
|  |    | Equipo            | PJ | PG | PE | PP | GF | GC | DG  | PTS |
|  | -- | ----------------- | -- | -- | -- | -- | -- | -- | --- | --- |
|  | 1. | Pastaza S. C. (C) | 5  | 4  | 1  | 0  | 15 | 4  | +11 | 13  |
|  | 2. | SRP Mera          | 5  | 2  | 0  | 3  | 5  | 7  | –2  | 6   |
|  | 3. | La Cantera        | 5  | 1  | 2  | 2  | 3  | 4  | –1  | 5   |
|  | 4. | Danubio S. C.     | 5  | 1  | 1  | 3  | 4  | 12 | –8  | 4   |

|  | Clasificado a los zonales de Segunda Categoría 2020 y la 1.ª fase de la Copa Ecuador 2021. |

## Evolución de la clasificación
| Equipo / Jornada | 01 | 02 | 03 | 04 | 05 | 06 |
| ---------------- | -- | -- | -- | -- | -- | -- |
| Pastaza S. C.    | 2  | 1  | 1  | 1  | 1  | 1  |
| SRP Mera         | 1  | 3  | 3  | 4  | 2  | 2  |
| La Cantera       | 3  | 2  | 2  | 2  | 3  | 3  |
| Danubio S. C.    | 4  | 4  | 4  | 3  | 4  | 4  |

## Resultados

### Primera vuelta
| Danubio SC | 0 - 2 | SRP Mera   | Víctor Hugo Georgis | 13 de septiembre | 11:00 |
| La Cantera | 1 - 1 | Pastaza SC | Víctor Hugo Georgis | 13 de septiembre | 14:30 |

| Pastaza SC | 5 - 2 | Danubio SC | Víctor Hugo Georgis | 19 de septiembre | 11:00 |
| SRP Mera   | 0 - 1 | La Cantera | Víctor Hugo Georgis | 19 de septiembre | 14:30 |

| Danubio SC | 0 - 0 | La Cantera | Víctor Hugo Georgis | 27 de septiembre | 11:00 |
| Pastaza SC | 3 - 1 | SRP Mera   | Víctor Hugo Georgis | 27 de septiembre | 14:30 |

### Segunda vuelta
| Pastaza SC | 1 - 0 | La Cantera | Víctor Hugo Georgis | 4 de octubre | 11:00 |
| SRP Mera   | 1 - 2 | Danubio SC | Víctor Hugo Georgis | 4 de octubre | 14:30 |

| La Cantera | 1 - 2 | SRP Mera   | Víctor Hugo Georgis | 11 de octubre | 11:00 |
| Danubio SC | 0 - 5 | Pastaza SC | Víctor Hugo Georgis | 11 de octubre | 14:30 |

| La Cantera | - | Danubio SC | No se programó | No se programó | No se programó |
| SRP Mera   | - | Pastaza SC | No se programó | No se programó | No se programó |

### Campeón
| |
| Pastaza Sporting Club 1.er título Clasifica a los zonales de la Segunda Categoría 2020 y la 1.ª fase de la Copa Ecuador 2021. |